# Cosplay

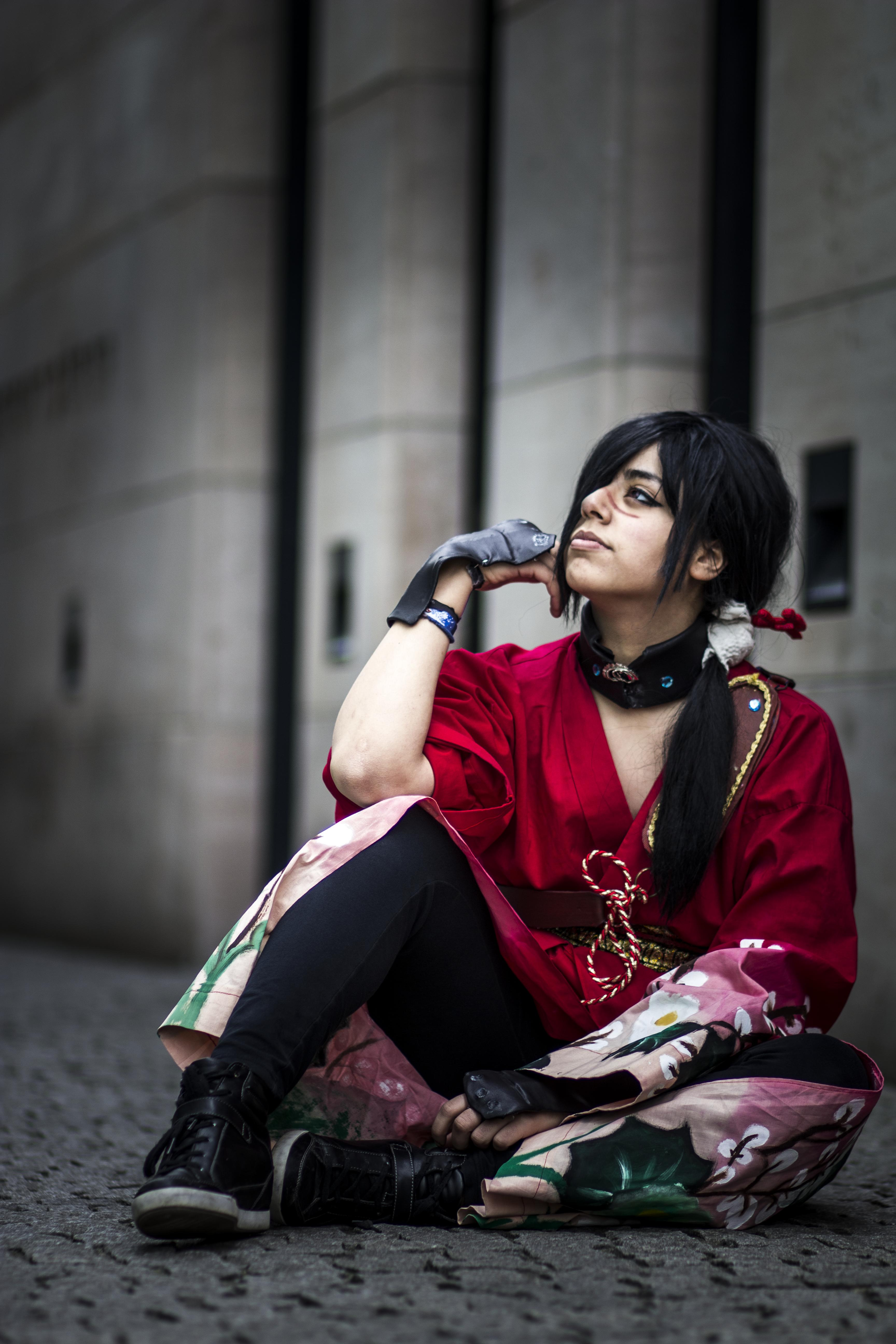
Cosplay de Koujaku, uno de los personajes de la novela visual DRAMAtical Murder

El cosplay, contracción de costume play («interpretar disfrazado»), es una actividad representativa, en la cual los participantes -también llamados cosplayers- usan accesorios y vestimenta que representan un personaje específico. Los practicantes de cosplay a menudo interactúan para crear una subcultura centrada en la interpretación de roles. Una definición más amplia del término «cosplay» se aplica a cualquier uso de disfraz de juegos/roles fuera del escenario además diseñar o confeccionar el traje, independientemente de su contexto cultural. 
Entre las fuentes favoritas para esto se incluyen los personajes de cómics, cine, libros, anime, manga y videojuegos (con lo cual los cosplayers suelen incluir, generalmente, a los fanes de esos mismos personajes).

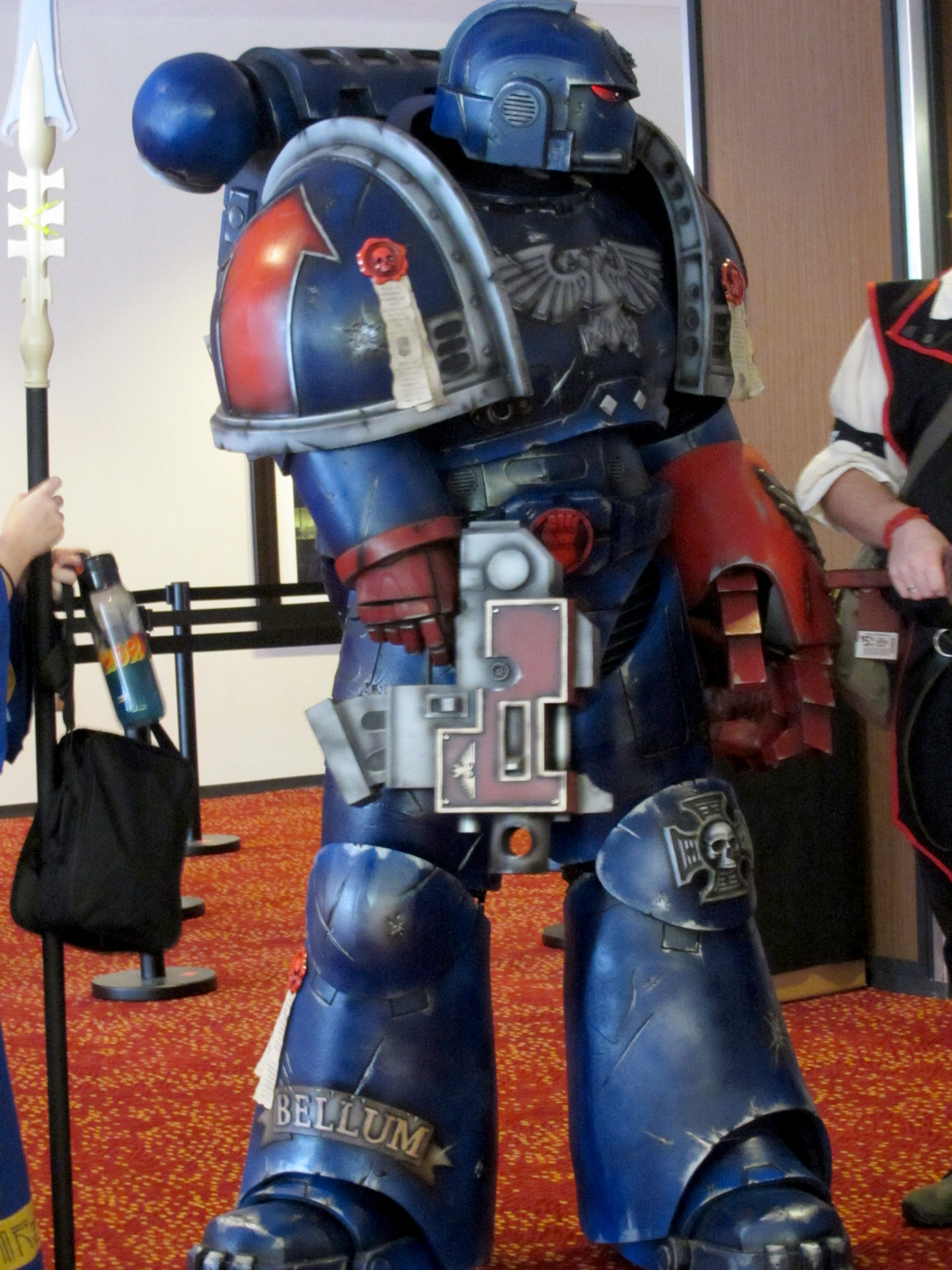
Cosplay del marine espacial de Warhammer 40.000, en la Dragon Con, 2014

El cosplay tiene un enfoque cultural específico dedicado a la representación realista de una idea o un personaje propio de la ficción; puede tener distintas variantes según la intención y el contexto, normalmente haciendo una representación física y dramática de un personaje. Entre sus variantes se encuentran notablemente: la representación de personajes antropomorfos, la adaptación antropomorfa de personajes zoomorfos, el cross-dressing, la representación de los roles de género opuestos.

## Etimología
El término cosplay se origina de un contracción de costume (inglés para disfraz) y play (inglés para actuar), normalmente utilizado como una palabra corta para reemplazar el término original, costume play, (actuar con disfraz). Se le denomina cosplayer a una persona que practica el cosplay.
Algunas versiones sobre el origen del término atribuyen la creación del término cosplay a Nobuyuki Takahashi del estudio japonés Studio Hard en 1984, durante la presentación de la Worldcon en la ciudad de Los Ángeles. Otras versiones mencionan que la primera aparición de la palabra kosupure (コスプレ) fue en un número de la revista My Anime en 1983. El término en japonés se construye con una abreviación mediante la utilización de las moras iniciales en dos términos independientes para la construcción de un compuesto completamente diferente; en dicha descripción costume deriva en kosu (コス) y play en pure (プレ).

## Historia
El fenómeno del cosplay surgió sobre los años 1970 en los Comic Market de Japón, que se celebran en Odaiba (Tokio) lugares de compra/venta de Dōjinshi. Este acto sigue realizándose periódicamente. Allí, grupos de japoneses se vestían de sus personajes favoritos de mangas, animes, cómics y videojuegos. Así pues dicha práctica siempre ha estado muy relacionada con estos productos, pero con el paso de los años, se fue extendiendo hasta cruzar las fronteras del país del sol naciente y abarcar otros campos a esta práctica donde se le considera una subcultura japonesa.

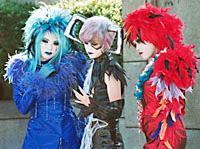
Cosplayers en Harajuku (Tokio), vestidos como los integrantes de la banda Malice Mizer.

El número de seguidores del cosplay ha ido siempre en aumento, cada vez es más común ver a cosplayers en cualquier celebración, y no es raro hoy día, ver que en los estrenos de las grandes producciones de cine, algunos grupos se reúnen ataviados con sus mejores galas en las salas de cine.
Los concursos de cosplay son muy habituales en las convenciones de anime y en algunas se tiene la oportunidad de entrar gratis por llevar puesto el disfraz. Por supuesto, en dichos eventos abundan los llamados kameko (kamera kozo, chico de la cámara), (aunque hay diferencias, ya que kozo es una forma grosera de llamarle a un niño, otros creen que se les dice kameko por "Kamera Otoko", que significa hombre-cámara) que se dedican a sacar fotos de los cosplayers, tras lo que, dependiendo de las costumbres del lugar, les ofrecen copias como regalo o las incorporan a las galerías de estas personas.
Los cosplayers más atractivos son los más fotografiados y suelen rodearse de fanes, quienes los siguen a cada acto al que asisten; y pasan a convertirse en "Idols". Estos cosplayers se hacen en cierta forma profesionales; pero muchas veces atentando contra derechos de autor por cobrar dinero en los actos donde los invitan y sin pagar derechos por el uso de la imagen o marca de un personaje al creador o empresa.

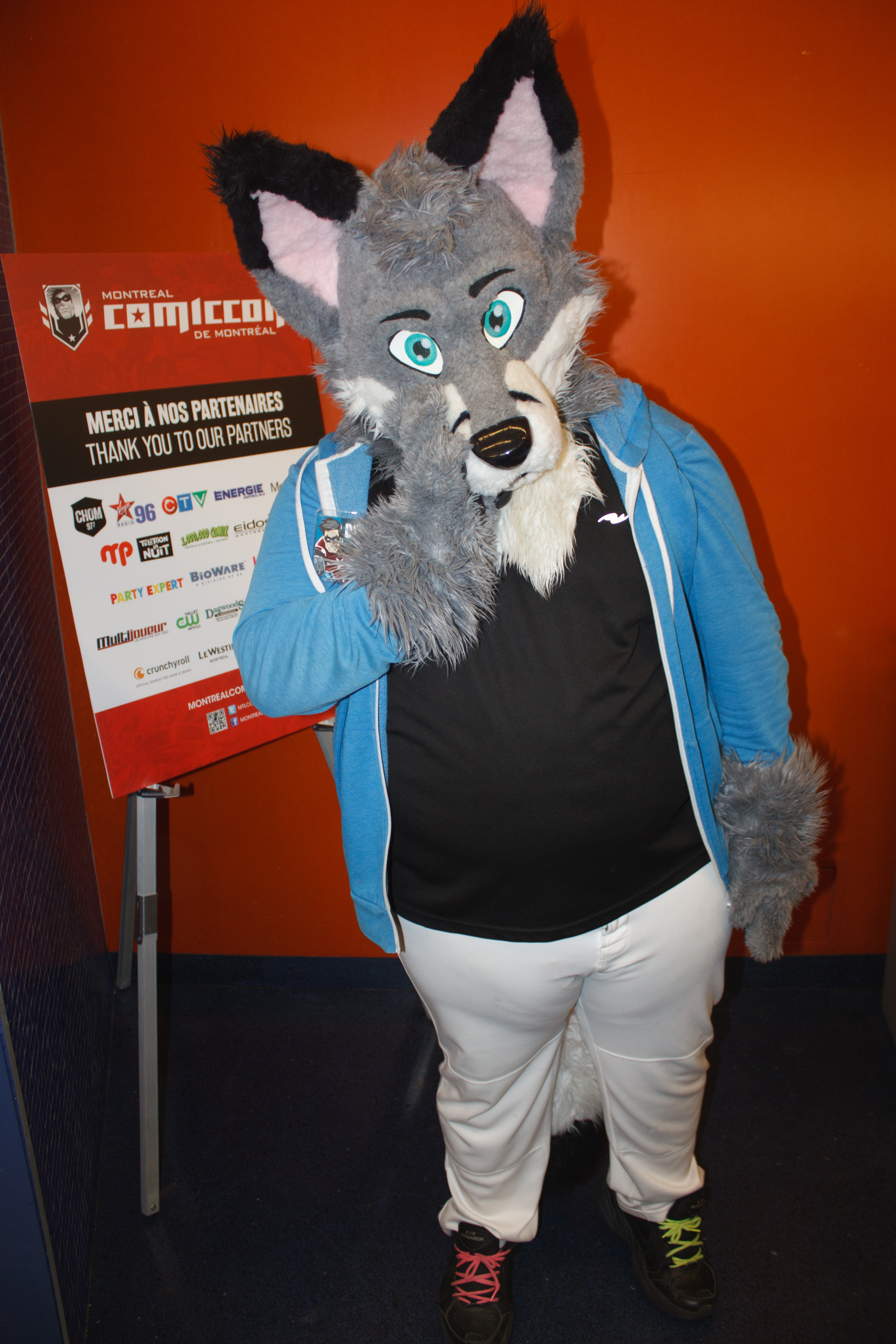
Cosplay también incluye el furry fandom

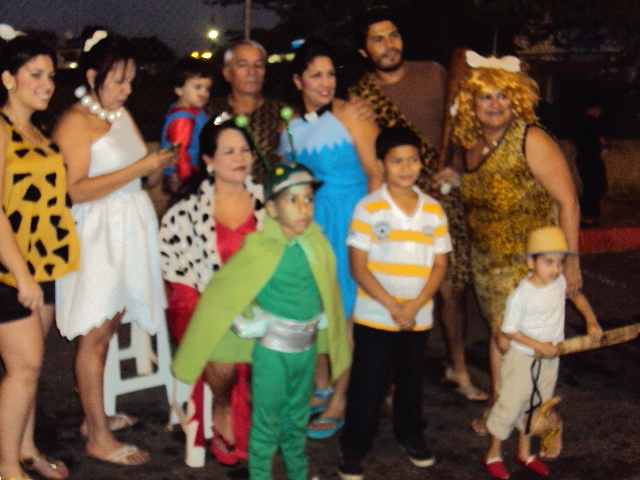
Cosplays de la familia picapiedra de Los Picapiedra en la ciudad de Punto Fijo, Venezuela.

La trascendencia del cosplaying alrededor del mundo se refleja mucho más en los jóvenes considerados como generación Y, o mileniales. Jóvenes que buscan encontrar una identidad más globalizada sin centrarse en un solo estilo de vida; por lo tanto, existen cosplayers que pueden considerarse roqueros, artistas gráficos, DJ's, etc.
Dentro del cosplay existen algunas tendencias donde se podrían destacar el crossplay, que consiste en vestirte de un personaje del sexo contrario, o el furry, que es disfrazarse de algún animal dándoles características humanas.

## Competiciones

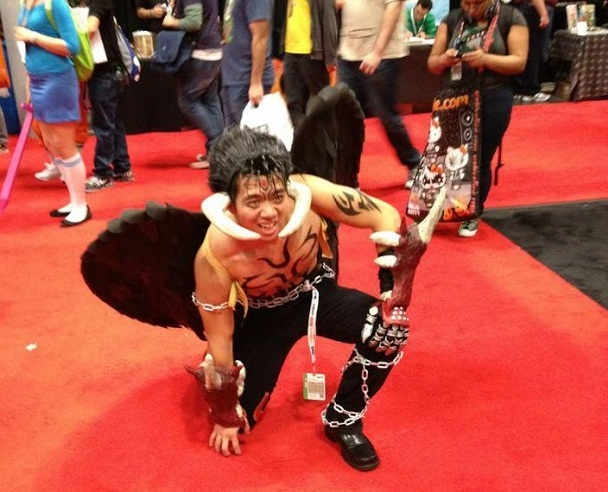
Cosplayer. New York Comic con. 2012

En diversos países se organizan concursos de cosplay, frecuentemente en evento de historieta. Según el organizador, se otorga mayor puntaje al disfraz o a la representación del personaje.
Es habitual que cosplayers de una nacionalidad se desplacen por cuenta propia a otros países para participar en concursos de cosplay.
Dado que el cosplay se ha convertido en una práctica generalizada en casi cualquier país que disponga de un acto relacionado con anime, algunas empresas han aprovechado para realizar concursos internacionales entre los que podríamos destacar el World Cosplay Summit, celebrado en Japón o la Yamato Cosplay Cup que se celebra en Brasil.
Las competiciones son de quien tiene las mejores fotos.